# ول دونیکن
ول دونیکن (انگلیسی: Val Doonican؛ ۳ فوریهٔ ۱۹۲۷ – ۱ ژوئیهٔ ۲۰۱۵) یک موسیقی‌دان اهل ایرلند بود. وی بین سال‌های ۱۹۵۱ تا ۲۰۰۹ میلادی فعالیت می‌کرد. در دهه ۱۹۶۰ میلادی آلبوم‌های او ۵ سال پی‌درپی در جدول ۱۰ آلبوم برتر انگلستان قرار گرفت. او هم‌چنین مجری یک برنامه تلویزیونی موفق و محبوب در تلویزیون بی‌بی‌سی بود که وی و مهمانانش به اجرای موسیقی می‌پرداختند.